# Chester Himes

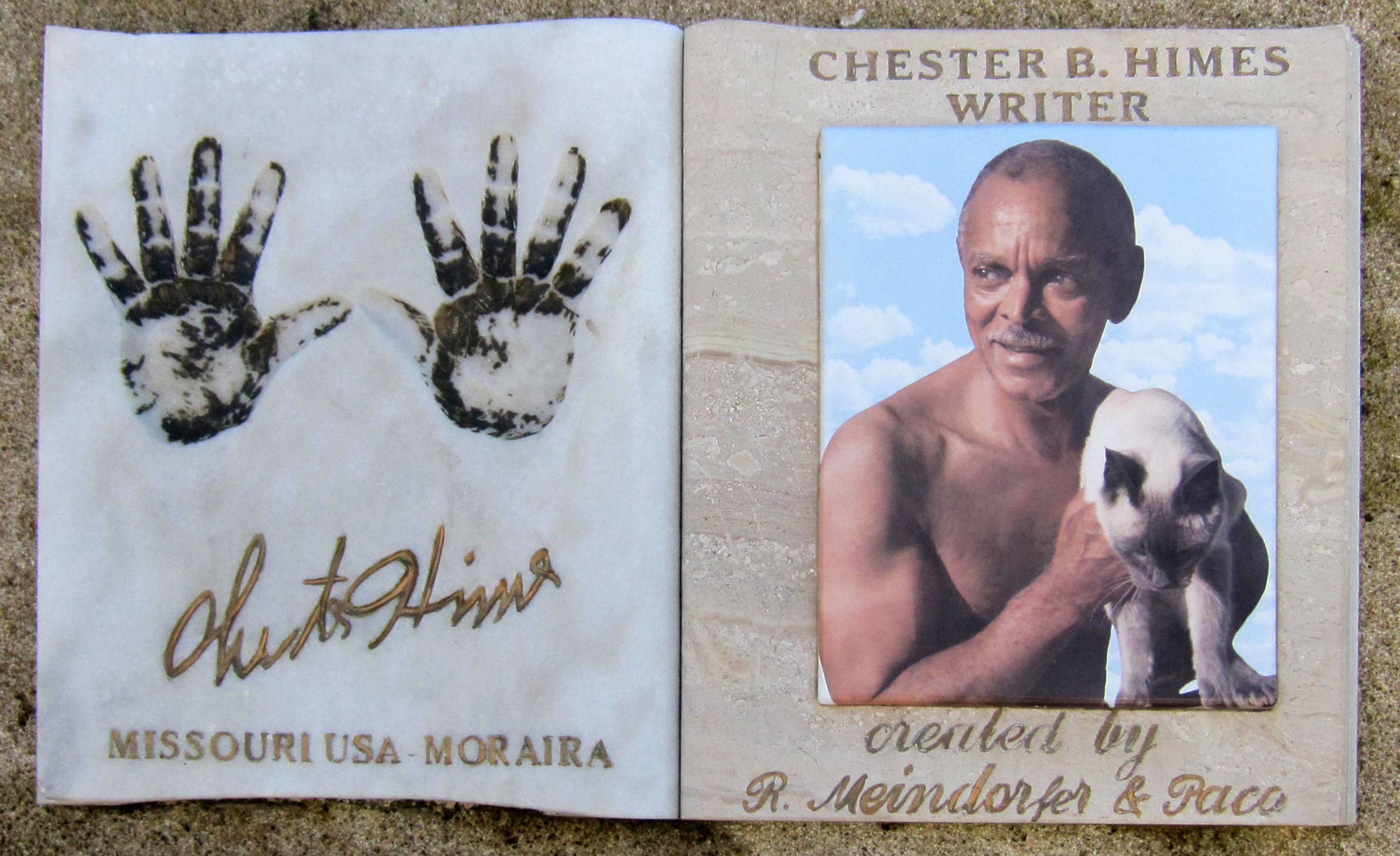
Chester Himes

Chester Bomar Himes (* 29. Juli 1909 in Jefferson City Missouri (USA); † 13. November 1984 in Moraira (Spanien)) war ein afro-amerikanischer Schriftsteller.

## Leben

### 1909–1928
Himes wurde als Sohn von Joseph Sandy Himes und Estelle Bomar Himes geboren. Sein Vater unterrichtete Schmiedekunst und Metallhandwerk am Lincoln Institute in Jefferson City. Himes besuchte zuerst das Alcorn College (Mississippi), dann die Branch Normal School in Pine Bluff (Arkansas), wo sein Vater jeweils Stellungen angenommen hatte und schließlich die East High School in Cleveland (Ohio), wo er Anfang 1926 seinen Schulabschluss mit mäßigen Noten machte. Danach arbeitete er in einem Hotel in Cleveland als Laufbursche. Bei einem Arbeitsunfall dort – er stürzte in einen Fahrstuhlschacht – wurde er schwer verletzt. Da das Hotel die Schuld an dem Unfall trug, erhielt Himes, der noch lange an den Folgen des Unfalls litt, Anspruch auf eine kleine Invalidenrente. Nach einem längeren Krankenhausaufenthalt schrieb er sich im September 1926 an der Ohio State University in Columbus ein, wo er sich aber, mehr als mit dem Studium, mit Glücksspiel, Trinken und Bordellbesuchen die Zeit vertrieb. Nachdem er der Universität verwiesen worden war, begann seine kriminelle Karriere. Nach einigen Verurteilungen auf Bewährung wurde der 19-jährige Himes schließlich Ende 1928 wegen eines bewaffneten Raubüberfalls zu 20 bis 25 Jahren Haft bei harter Arbeit verurteilt und in das Staatsgefängnis von Ohio eingewiesen.

### 1929–1953

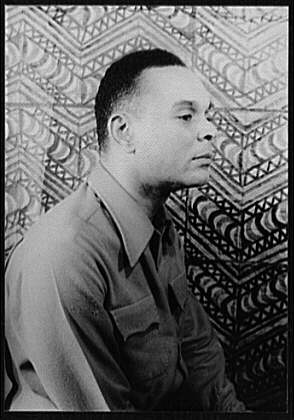
Chester Himes (1946)

Erst im Gefängnis, so schrieb Himes später, sei er zum Mann geworden. Hier begann er auch zu schreiben und es gelang ihm, erste Kurzgeschichten zu veröffentlichen. 1930 wurde er im Gefängnis Zeuge eines Brandes, bei dem mindestens 320 Häftlinge starben (dargestellt in seiner Erzählung To What Red Hell und dem Gefängnisroman Yesterday Will Make You Cry). Seine erste Erzählung erschien 1931 in der afro-amerikanischen Zeitschrift The Bronzeman; ab 1934 gelang es ihm, eine Reihe von Erzählungen an die angesehene Zeitschrift Esquire zu verkaufen. Im selben Jahr wurde Himes in die London Prison Farm verlegt und im April 1936 auf Bewährung in die Obhut seiner Mutter entlassen. In der Folge schlug er sich mit Gelegenheitsjobs durch und schrieb und veröffentlichte weiter. In dieser Zeit machte er die Bekanntschaft von Langston Hughes, einem der wichtigsten Autoren der Harlem Renaissance der 1920er Jahre, der ihm zu literarischen Kontakten verhalf. Ebenfalls 1936 heiratete Himes Jean Johnson. 1941 zog das Paar nach Los Angeles, da in Kalifornien die Rassendiskriminierung geringer und die Arbeitsmöglichkeiten besser waren. In dieser Zeit entstanden Kontakte zu Bürgerrechtsorganisationen und zur Kommunistischen Partei. 1945 erschien Himes erster Roman If He Hollers Let Him Go, der bei der Kritik einigen Erfolg hatte und sich nicht schlecht verkaufte. Sein zweiter Roman Lonely Crusade (1947) fiel hingegen durch, was auch daran lag, dass Himes darin seine einstigen weißen, linken Weggefährten als doppelzüngig in Rassenfragen darstellte. In der Folge gelang es ihm nicht mehr, als Schriftsteller ein Auskommen zu finden. Ende der 1950er trennten sich Chester und Jean Himes (die Scheidung erfolgt erst 1978) und er verließ Anfang 1953 die USA in Richtung Frankreich.

### 1953–1984
In Paris hielt sich bereits der damals berühmteste und erfolgreichste afro-amerikanische Autor Richard Wright auf, mit dem Himes sich schnell anfreundete; dazu kam bald auch der junge James Baldwin. Durch Wright bekam Himes Kontakte zu französischen Verlagen. Nachdem er anfangs auch in Frankreich keinen literarischen Erfolg hatte, begann er auf Anregung des Verlegers Marcel Duhamel seine als Harlem Zyklus bekannte Reihe von Kriminalromanen rund um die Polizisten Grave Digger und Coffin Ed zu schreiben. Ein erster Band The Real Cool Killers erschien 1959 in französischer Übersetzung (Il pleut des coups durs). Für A Rage in Harlem (1957, frz.: La Reine de pommes), erhielt er als erster US-amerikanischer Autor den renommierten französischen Krimipreis Grand prix de littérature policière. Auch die weiteren Bände waren erfolgreich und wurden unter anderem auch ins Deutsche übersetzt.
1960 lernte er die Engländerin Lesley Packard kennen, die seine Lebensgefährtin und später, 1978, seine zweite Frau wurde. Ende der 1960er Jahre und unter dem Eindruck der politischen Entwicklungen und der Rassenkrawalle in den USA radikalisierte sich Himes Ton, was sich in den letzten beiden Romanen des Harlem-Zyklus Blind Man With a Pistol und dem posthum veröffentlichten Plan B niederschlägt. Himes hatte zu dieser Zeit jede Hoffnung aufgegeben, dass es gelingen könne, die Unterdrückung der schwarzen US-Amerikaner durch die Weißen friedlich zu lösen.
Ab Anfang der 1970er Jahre war Himes schwer krank und erlitt mehrere Herzinfarkte. Außer seiner zweibändigen Autobiografie schrieb er in dieser Zeit fast nichts mehr. Bereits 1969 war Himes mit Lesley nach Spanien in die Nähe von Alicante gezogen, wo er 1984 starb.

### Postum
Die US-amerikanische Gesellschaft Friends of Chester Himes (FOCH) verlieh zwischen 1996 und 2003 den nach Himes benannten Chester Himes Award. Mit der Auszeichnung sollten Einfluss und Bedeutung der afro-amerikanischen Schriftsteller für die Kriminalliteratur (Black Crime Fiction) hervorgehoben werden.

## Werke
Romane und Erzählungen
- 1945 If He Hollers Let Him Go
- 1947 The Lonely Crusade
- 1952 Cast the First Stone (erschien stark verstümmelt und bearbeitet)
- 1954 The Third Generation
  - Mrs. Taylor und ihre Söhne, dt. von Maria Wolff, Berlin, Frankfurt/M., Wien : Ullstein,
- 1955 The End of a Primitive
- 1957 For Love of Imabelle  auch: A Rage in Harlem
  - Die Geldmacher von Harlem, dt. von Elly und Wilm Wolfgang Elwenspoek, Berlin: Ullstein, 1962;
  - Neuübersetzung von Manfred Görgens, Zürich, Union, 1999, ISBN 3-293-20144-X
- 1959 The Real Cool Killers
  - Heiße Nacht für kühle Killer, dt. von W. W. Elwenspoek, Reinbek bei Hamburg: Rowohlt, 1969; ISBN 3-499-42165-8
  - Neuübersetzung von Alex Bischoff, Zürich: Union, 1999, ISBN 3-293-20149-0
- 1959 The Crazy Kill
  - Fenstersturz in Harlem, dt. von Elly und Wilm Wolfgang Elwenspoek, Berlin: Ullstein, 1961;
  - Neuübersetzung von Manfred Görgens, Zürich: Union, 1998; ISBN 3-293-20131-8
- 1960 The Big Gold Dream
  - Der Traum vom großen Geld, dt. von Wilm Wolfgang Elwenspoek, Reinbek bei Hamburg: Rowohlt, 1969
  - Neuübersetzung von Manfred Görgens, Zürich: Union, 1998, ISBN 3-293-20110-5
- 1960 All Shot up
  - Rauhnacht in Harlem, dt. von Wilm Wolfgang Elwenspoek, Frankfurt: Ullstein, 1967
  - auch: Harlem dreht durch, Reinbek bei Hamburg: Rowohlt, 1976, ISBN 3-499-42388-X
- 1960 Run Man Run
  - Lauf, Nigger, lauf!, dt. von Norbert Wölfl, Reinbek bei Hamburg: Rowohlt, 1968, ISBN 3-499-42141-0
  - Lauf, Mann, lauf!, dt. von Manfred Görgens, Zürich: Union, 1998, ISBN 3-293-20118-0
- 1961 Pinktoes
  - Schwarzer Samt in heissen Nächten. dt. von Katja Behrens, Bergisch Gladbach : Bastei Lübbe,
- 1965 Cotton Comes to Harlem
  - Schwarzes Geld für weisse Gauner, dt. von Wilm Wolfgang Elwenspoek, Reinbek bei Hamburg: Rowohlt, 1967
- 1966 The Heat's on
  - Heroin für Harlem, dt. von Wilm W. Elwenspoek, Reinbek bei Hamburg: Rowohlt, 1968
- 1969 Blind Man with a Pistol
  - Blind, mit einer Pistole, dt. von Hella von Spies, Reinbek bei Hamburg: Rowohlt, 1970, ISBN 3-498-02816-2
- 1972 The Quality of Hurt
- 1973 Black on Black
- 1976 My Life of Absurdity
- 1980 A Case of Rape
- 1990 The Collected Stories of Chester Himes
- 1993 Plan B
  - Plan B, dt. von Petra Schreyer, Berlin: Alexander, 1994, ISBN 3-923854-96-X
- 1998 Yesterday Will Make You Cry (Ausgabe von Cast the First Stone in der von Himes beabsichtigten Form)

Autobiografisches
- 1973 The Quality of Hurt
- 1976 My Life of Absurdity

## Verfilmungen
- 1970: Wenn es Nacht wird in Manhattan (Cotton Comes to Harlem), Regie und Buch: Ossie Davis
- 1972: Wenn es dunkel wird in Harlem (Come Back, Charleston Blue), Regie: Mark Warren (Verfilmung von The Heat´s On)
- 1991: Harlem Action – Eine schwarze Komödie (A Rage in Harlem), Regie: Bill Duke
- 1994: Tang (Teil der Fernseh-Sci-Fi-Trilogie Cosmic Slop, Regie: Kevin Rodney Sullivan; Verfilmung der Erzählung Tang)